# Berberis turcomannica
Berberis turcomannica är en berberisväxtart som beskrevs av Grigorij Silych Karelin och Carl Friedrich von Ledebour. Berberis turcomannica ingår i släktet berberisar, och familjen berberisväxter. Inga underarter finns listade i Catalogue of Life.